# Kyle Catlett
Kyle Catlett (Morristown, 16 de noviembre de 2002) es un actor estadounidense de cine y televisión, reconocido por sus papeles en la serie de televisión The Following y en las películas Poltergeist y El extraordinario viaje de T.S. Spivet. En 2018 interpretó el papel de Zach en el filme de suspenso A Vigilante.

## Filmografía

### Cine
| Año  | Título                               | Papel         | Notas |
| ---- | ------------------------------------ | ------------- | ----- |
| 2013 | The Young and Prodigious T.S. Spivet | T.S. Spivet   |       |
| 2015 | Poltergeist                          | Griffin Bowen |       |
| 2018 | A Vigilante                          | Zach          |       |

### Televisión
| Año  | Título        | Papel         | Notas            |
| ---- | ------------- | ------------- | ---------------- |
| 2009 | Mercy         | Henry Morton  | 1 episodio       |
| 2011 | Unforgettable | Max Seiferth  | 1 episodio       |
| 2013 | The Following | Joey Matthews | 15 episodios     |
| 2016 | The Tick      | Arthur        | Papel recurrente |

Fuente: